# Kunstpalais Erlangen

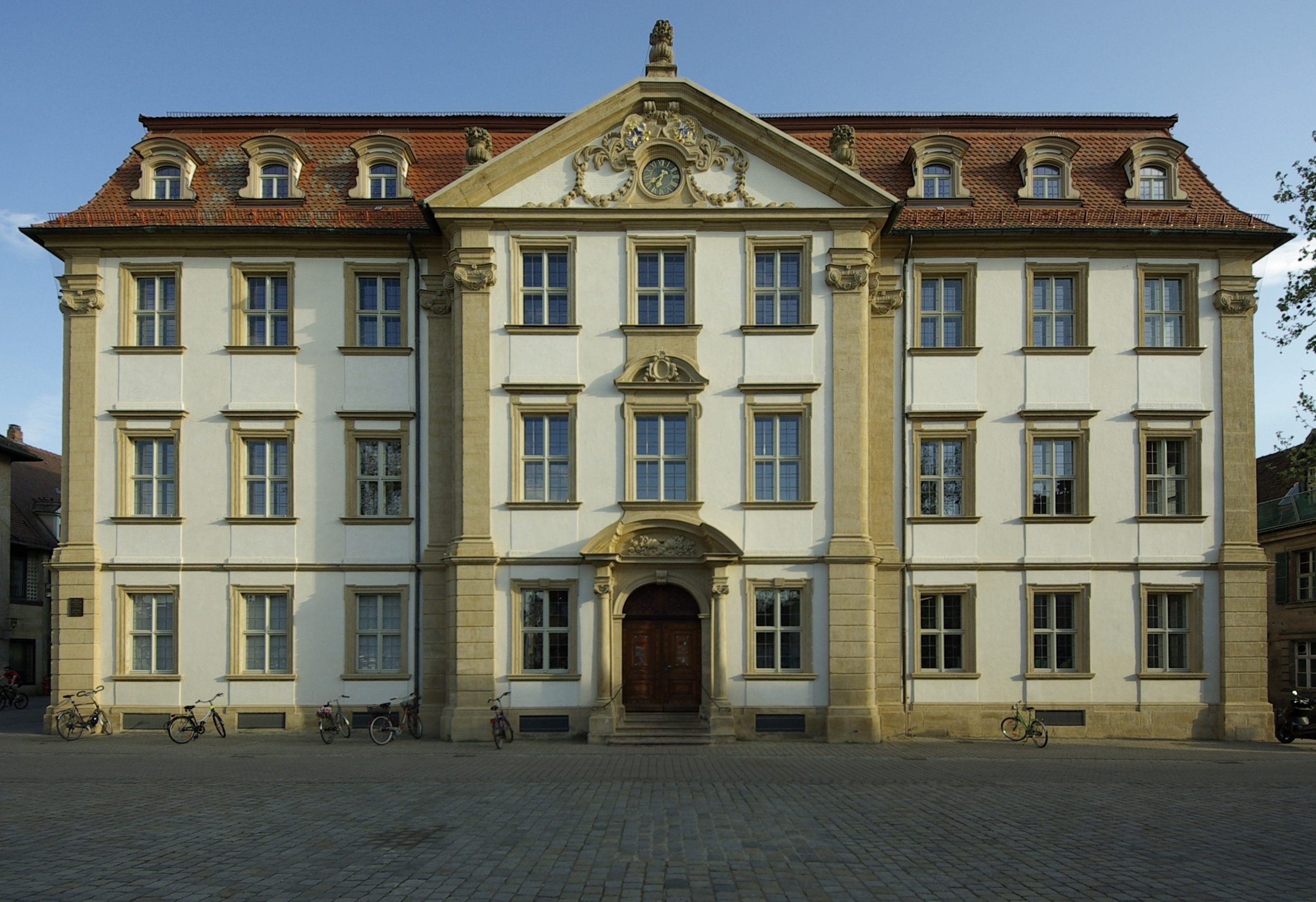
Palais Stutterheim am Marktplatz in Erlangen

Das Kunstpalais Erlangen ist die Nachfolgeeinrichtung der Städtischen Galerie Erlangen. Diese befindet sich seit 1974 im Palais Stutterheim, das 1728 bis 1730 im Auftrag und für Christian Hieronymus von Stutterheim erbaut wurde und im Zentrum der Hugenottenstadt gelegen ist. Nach zweijähriger Renovierungsphase wurde das Kunstpalais 2010 mit einer auf mehr als 500 m² verdoppelten Ausstellungsfläche im Erdgeschoss und Untergeschoss des Palais Stutterheim unter der Gründungsdirektorin Claudia Emmert eröffnet.
Das von Claudia Emmert konzipierte Ausstellungsprogramm des Kunstpalais konzentrierte sich auf relevante Positionen der internationalen Kunstszene, die Anschluss an den zeitgenössischen Diskurs innerhalb und außerhalb der Kunst bieten. Konzeptionelle Bezüge zu Fragestellungen der Literatur, der Philosophie und des Films fanden dabei besondere Berücksichtigung. Interdisziplinäre Begleitprogramme, unter anderem in Kooperation mit der Friedrich-Alexander-Universität Erlangen-Nürnberg (FAU), verankerten die Inhalte der Kunst auf breiter gesellschaftlicher Ebene. Seit Februar 2015 ist Amely Deiss die neue Leiterin des Kunstpalais und der Städtischen Sammlung.
Im Sommer in geraden Jahren finden i. d. R. im Rahmen des Comic-Salons Erlangen Sonderausstellungen in dem Räumlichkeiten des Kunstpalais statt.

## Städtische Sammlung Erlangen
Zum Kunstpalais gehört die Städtische Sammlung Erlangen. Diese umfasst über 4500 Grafiken, Multiples, Künstlerbücher und Mappenwerke. Sie spiegelt wesentliche Strömungen internationaler Kunst nach 1945 wider und versteht sich als Ideengeschichte der Kunst, die mit dem gezielten Erwerb ausgewählter zeitgenössischer Grafiken und Fotografien fortgeschrieben wird.

## Ausstellungen
- Juergen Teller. Where we come from (16. Juni – 6. Oktober 2024)
- Devan Shimoyama. All The Rage (19. Juni – 14. November 2021)
- Zuzanna Czebatul. The Happy Deppy Ecstasy Institute (19. Juni – 14. November 2021)
- Karsten Neumann – 37 bäume für Bethang (22. September – 14. November 2021)
- Vivian Greven. Apple (21. November 2020 – 30. Mai 2021)
- Mike Bourscheid. Pisces and Capricorns (21. November 2020 – 30. Mai 2021)
- Meet and Greet. Die Neuzugänge der Städtischen Sammlung Erlangen (18. September – 23. September 2020)
- Survival of the Fittest (29. Februar  – 6. September 2020)
- Gerrit Frohne-Brinkmann. You-Know-Who (16. November 2019 – 9. Februar 2020)
- Grace Weaver. O.K. (16. November 2019 – 9. Februar 2020)
- Anna K.E. & Florian Meisenberg. Complimentary Blue (28. Juni – 15. September 2019)
- Andreas Schmitten. Nothing New (16. März – 10. Juni 2019)
- Architecture of the Nights. Alona Rodeh (16. März – 10. Juni 2019)
- I'm Afraid I Must Ask You To Leave. Julius von Bismarck und Julian Charrière (2. Dezember 2018 – 24. Februar 2019)
- Rinus Van de Velde. Now I am the night of nights (30. Juni – 9. September 2018)
- Raphaela Vogel. Gipsy King Kong (30. Juni – 9. September 2018)
- Altered States. Substanzen in der zeitgenössischen Kunst. Mit: Daniel García Andújar, Cassils, Rodney Graham, Sidsel Meineche Hansen, Carsten Höller, Joachim Koester, Mary Maggic, Joanna Rajkowska, Thomas Rentmeister, Marten Schech, Jeremy Shaw, Suzanne Treister. (3. März – 21. Mai 2018)
- Greatest Hits. Das Beste der 60er, 70er, 80er und von heute – aus der Städtischen Sammlung Erlangen. Mit: Marina Abramović, Josef Albers, Vanessa Beecroft, Joseph Beuys, Anna und Bernhard Blume, Klaus vom Bruch, Chuck Close, Rupprecht Geiger, Rebecca Horn, Robert Indiana, Jürgen Klauke, Imi Knoebel, Alicja Kwade, Sherrie Levine, Sol LeWitt, Joep van Liefland, Eduardo Paolozzi, Yuri Pattison, Otto Piene, Michelangelo Pistoletto, Thomas Ruff, Laurie Simmons, Juergen Teller, Andy Warhol. (26. November – 11. Februar 2018)
- Sol Calero. (7. Mai – 24. September 2017)
- Vladimir Houdek. (7. Mai – 24. September 2017)
- Juergen Teller. (21. Januar – 23. April 2017)
- Der Kunstverein zu Gast. (13. Dezember 2016 – 8. Januar 2017)
- Dicker als Wasser. Konzepte des Familiären in der zeitgenössischen Kunst. Mit: Candice Breitz, Simon Fujiwara, Badr el Hammami & Fadma Kaddouri, Nan Goldin, Verena Jaekel, Haejun Jo, Nina Katchadourian, Ragnar Kjartansson, Neozoon, Johannes Paul Raether, Gillian Wearing, Tobias Yves Zintel. (24. September – 27. November 2016)
- Johannes Vogl: Machinery Misfits. (17. Juli – 4. September 2016)
- Yarisal & Kublitz: Surfing the web without getting wet. (17. Juli – 4. September 2016)
- Böse Clowns_reloaded. Mit: Anonymous, Marion Auburtin, Beni Bischof, Barbara Breitenfellner, The Cacophony Society, Jake and Dinos Chapman, Deichkind, Birgit Dieker, Guerrilla Girls, Uwe Henneken, Insane Clown Posse, Joker, Killer Klowns from Outer Space, Krusty, Jani Leinonen, Erwin Olaf, Pennywise, Der Plan, Abner Preis, The Residents, Claus Richter, Pussy Riot, Ronald McDonald, Roee Rosen, Aura Rosenberg, Cindy Sherman, SUPER A, Jeffrey Vallance. (24. April – 26. Juni 2016)
- Lars Teichmann: Aura. (23. Januar – 3. April 2016)
- Christian Werner: Stillleben BRD – Inventur des Hauses von Herrn und Frau B. (23. Januar – 3. April 2016)
- Save the Data! Mit: Timo Arnall, Aram Bartholl, Viktoria Binschtok, Gregor Hildebrandt, Ronnie Yarisal und Katja Kublitz, Via Lewandowsky, Joep van Liefland, Florian Meisenberg, Yuri Pattison, Gebhard Sengmüller. (27. September – 22. November 2015)
- Jan Albers: cOlOny cOlOr (11. Juli – 6. September 2015)
- #catcontent. Mit: Kader Attia, Georg Baselitz, Thomas Bayrle, Joseph Beuys, Björn Braun, Annika Eriksson, Erró, Eckart Hahn, Henrik Håkansson, Keith Haring, Judith Hopf, Jörg Immendorff, Jürgen Klauke, Eva Kot’átková, Agnes Meyer-Brandis, Katja Novitskova, Dennis Oppenheim, A.R. Penck, Adriana Ramić, Kirstine Roepstorff, Mathilde Rosier, Dieter Roth, Shimabuku, Wolf Vostell. (18. April – 21. Juni 2015)
- Who the f*ck is Halil Altindere? (21. Januar – 22. März 2015)
- Reynold Reynolds: Six or Seven Pieces. (19. September – 16. November 2014)
- RE: COLLECT. Mit: Ulf Aminde, Vanessa Beecroft, Joseph Beuys, Anna & Bernhard Blume, Marcel Broodthaers, Janet Cardiff & George Bures Miller, Natalie Czech, Hanne Darboven, Robert Filliou, Nan Goldin, Jack Goldstein, Eugen Gomringer, Ca-mille Henrot, Peter Hutchinson, Christian Jankowski, Eva Kotátková, Robert Longo, Nasan Tur, Andy Warhol. (28. Juni – 31. August 2014)
- Affekte. Mit: Halil Altindere, Keren Cytter, Cyprien Gaillard, Meiro Koizumi, Aernout Mik, Suzanne Opton, Santiago Sierra, Mathilde ter Heijne, Ryan Trecartin, Bill Viola, Tomoya Watanabe. (4. April 2014 – 8. Juni 2014)
- Almut Linde. Radical Beauty. (18. Januar 2014 – 16. März 2014)
- Kirstine Roepstorff. Walking Beside Time. (31. August 2013 – 17. November 2013)
- Freiheit!. Mit: Ai Weiwei, Nedko Solakow, CAMP, Artur Żmijewski, Bouchra Khalili, Lars Ø Ramberg, Klara Lidén, Johanna Billing, Alexander Apóstol, Haejun Jo, Nikolaj Bendix Skyum Larsen. (12. April 2013 – 4. August 2013)
- Peter Land: Absolute Perfection. (18. Januar 2013 – 24. März 2013)
- Benedikt Hipp: Luxstätt: (21. September 2012 – 18. November 2012)
- Thomas Locher: Parcours. (6. Juli 2012 – 2. September 2012)
- Töten. Mit: Jenny Holzer, Taryn Simon, Anri Sala, Bjørn Melhus, Yves Netzhammer, Kitty Kraus, Eva und Franco Mattes, Milica Tomic, Parastou Forouhar, Michal Kosakowski, Simon Menner. (31. März 2012 – 17. Juni 2012)
- Keimzelle Erlangen: Otto Herbert Hajek. (20. Januar 2012 – 18. März 2012)
- Eckart Hahn: Der schwarze Duft der Schönheit. (16. September 2011 – 13. November 2011)
- iRonic. Die feinsinnige Ironie der Kunst. (2. Juni 2011 – 4. September 2011)
- Mathilde Rosier: Rite de passage. (8. April 2011 – 12. Juni 2011)
- M+M: Komm erst mal zu mir. (21. Januar 2011 – 20. März 2011)
- Thomas Stimm: Terra. (8. Oktober 2010 – 28. November 2010)
- Dellbrügge & de Moll: Guerre en forme. (6. August 2010 – 26. September 2010)
- GLÜCK happens. (2. Juni 2010 – 25. Juni 2010)